# Wodne anioły
Wodne anioły (szw. Vattenänglar) – powieść kryminalna szwedzkiego pisarza Monsa Kallentofta z 2012. Polskie wydanie książki ukazało się w 2013 w tłumaczeniu Anny Krochmal i Roberta Kędzierskiego.

## Treść
Jest szóstą częścią kryminalnej serii z detektyw Malin Fors z Linköpingu, której pomaga Zaharias Zeke Martinsson i jednocześnie pierwszą odwołującą się do czterech żywiołów. Akcja rozpoczyna się od znalezienia zwłok Patricka i Cecilii Andergrenów w willowej dzielnicy Linköpingu – Hjulsbro, nad rzeką Stångån, przy ul. Stentorpsvägen 31. Cecilia była nauczycielką języka angielskiego, a Patrick pracownikiem zbrojeniowej części Saaba (wcześniej pracował w Ericssonie). Małżeństwo zostało zastrzelone (zwłoki znalazł stolarz – Martin Svensson), a jednocześnie zniknęła ich córka – Ella, adoptowana z Wietnamu. Śledztwo kieruje się w stronę międzynarodowego handlu dziećmi, zarówno w celach adopcyjnych, jak i na potrzeby pedofilów. Niechlubnym przykładem miejsca, gdzie łatwo jest kupić dzieci jest Wietnam i tamtejsze sierocińce. Akcja przenosi się częściowo do Sajgonu, Đà Lạt, Đà Nẵng i Hội An. Sprawa dotyczy jednocześnie współpracowniczki Malin z komendy – Karin Johannison, która również posiada córkę adoptowaną z Wietnamu (Tess, dawniej Yin Sao Dao), w tym samym czasie. Tematyka zahacza o afery łapówkarskie w Saabie i Erickssonie, dotyczące m.in. handlu bronią (ostatecznie brak na to dowodów).
Inne wątki powieści dotyczą życia prywatnego Malin Fors i pozostałych bohaterów. Malin stara się o dziecko z Peterem Hamse, ale po odkryciu, że nie jest to możliwe, a także po zdemaskowaniu Petera podczas stosunku z inną kobietą, wpada znowu w ciąg alkoholowy. Do grupy dochodzeniowej dołącza nowa członkini – Elen Sand z Malmö, potężnie zbudowana była siatkarka z kadry narodowej. Sven Sjöman, szef grupy, wrócił do pracy po operacji raka prostaty i dysponuje ogromną energią oraz witalnością.